# ZYX Music
ZYX Music е немска музикална компания основана през 1971 г. от Бернхард Микулски.
Компанията се казва Pop-Import Bernhard Mikulski до 1992 г., когато е преименувана на ZYX Music. Компанията е специализирана в диско и хаус музикалния жанр. За основателя на музикалната компания Бернхард Микулски се казва, че е изобретател на термина италодиско през 1980-те години. След смъртта на Бернхард съпругата му Криста Микулски поема компанията от 1997 година.
Седалището на компанията е в Меренберг, Германия, като компанията има офиси в САЩ и няколко европейски страни. ZYX Music осъществява записи в няколко различни жанра, включително електронна музика, хип-хоп, фънк, рок и поп. И до днес авторските права на някои от легендарните диско изпълнители от миналия век са притежание на ZYX Music.
Под търговската марка Zyx Classic, музикалната компания преиздаде на CD класическа музика, включително и специалното издание с музикалните произведения на Лудвиг ван Бетовен.